# Винтовка Jäger
JÄGER (нем. охотник, егерь) — пневматическая газобаллонная винтовка с предварительной накачкой (PCP). Серийно выпускается Климовским специализированным патронным заводом и Русской оружейной кампанией. Применяется для спортивной стрельбы или для охоты на птицу и мелких животных на дистанцию до 100 м.

## История производства
- В 2010 выпущена первая серия винтовки. Представлена осенью того же года на выставке «Оружие и охота-2010».
- В 2013 году барабан стал устанавливаться на неодимовые магниты. Освоено покрытие DuraCoat.
- В 2014 году выпущены опытные образцы винтовки в калибрах 7,62 мм (.30) и 9,0 мм (.35)
- В 2014 году выпущена новая версия винтовки с «биатлонным» взводом затвора и полуинтегрированным модератором.

## Исполнения
- Cal.4.5 МPR —- пневматическое оружие для любительской стрельбы и спорта калибра 4,5 мм с дульной энергией до 7,5 Дж; Экспорт — до 35 Дж.
- Cal.5.5 SPR —- конструктивно сходное с пневматическим оружием изделие калибра 5,5 мм с дульной энергией до 3 Дж. Экспорт — до 55 Дж;
- Cal.5.5 XPR —- охотничье пневматическое оружие калибра 5,5 мм с дульной энергией до 25 Дж; Экспорт — до 55 Дж.
- Cal.5.5 SP —- конструктивно сходное с пневматическим оружием изделие калибра 5,5 мм с дульной энергией до 3 Дж; Экспорт — до 75 Дж;
- Cal.5.5 XP —- охотничье пневматическое оружие калибра 5,5 мм с дульной энергией до 25 Дж; Экспорт — до 75 Дж;
- Cal.6.35 SP —- конструктивно сходное с пневматическим оружием изделие калибра 6,35 мм с дульной энергией до 3 Дж; Экспорт — до 90 Дж;
- Cal.6.35 XPR —- охотничье пневматическое оружие калибра 6,35 мм с дульной энергией до 25 Дж; Экспорт — до 90 Дж;
- Cal.6.35 XP —- охотничье пневматическое оружие калибра 6,35 мм с дульной энергией до 25 Дж. Экспорт — до 140 Дж;
- Cal. .30 XP —- охотничье пневматическое оружие калибра 7,62 мм;
- Cal. .35 XP —- охотничье пневматическое оружие калибра 9,0 мм;

Варианты исполнения винтовки Jäger, обозначены двух и трёхбуквенной аббревиатурой латинским шрифтом и сокращением с обозначением калибра. А именно:
- Cal.5.5 —- обозначение калибра ствола в мм;
- ХP —- (eXtra Power) «высокая мощность», для винтовок с энергией пули от 7,5 до 25 Дж. Предназначена для охоты на мелких животных и птицу;
- МP —- (Medium Power) «средняя мощность», для винтовок с энергией пули от 3 до 7,5 Дж. Предназначена для тренировочной и развлекательной стрельбы;
- SP —- (Soft Power) «малая мощность», для винтовок с энергией пули от 0,5 до 3 Дж. Предназначена для получения первичных навыков обращения с пневматическим оружием, тренировочной и развлекательной стрельбы;
- R —- наличие редуктора (регулятора давления).

## Описание
Винтовка оснащается стволами производства фирмы Lothar Walther (Германия) с дульным сужением (чоком). С 2014 года на некоторых экземплярах устанавливается LOBAEV Hummer Barrel производства ООО КБИС.
Для стрельбы из винтовки применяются свинцовые пневматические пули типа «Diabolo». На дульной части ствола винтовки имеется установочное место для монтирования различных дульных устройств.

### Комплектность винтовки
Винтовка комплектуется:
- дульным устройством (модератором), служащим для снижения уровня звуковой нагрузки на стрелка и улучшения кучности стрельбы за счёт отсечки следующего за пулей сжатого газа.
- защитным колпачком ствола, в случае использования винтовки без дульного устройства.
- магазином.
- лотком для «однозарядной» стрельбы и винтами его крепления.
- прокладкой под затыльник для увеличения длины приклада.
- заправочной станцией со штуцером и ЗИП (резиновые кольца) к ней.
- в исполнении 4,5 MPR FT, винтовка комплектуется дульным компенсатором-тюнером для повышения кучности стрельбы с возможностью индивидуальной настройки на «лучшую» кучность.
- специальными кольцам для оптического прицела, дополнительным магазином и ЗИП по заказу.

Затвор винтовки позволяет легко изменять положение рукоятки перезаряжания с «левого» на «правое» (кроме биатлонного взвода). Спусковой механизм «сухой», короткий, без предупреждения. Позволяет настраивать ход крючка и усилие спуска.
Предохранитель при включении надёжно блокирует детали спускового механизма и ударник. При спущенном ударнике и включённом предохранителе винтовку невозможно поставить на «боевой взвод» и дослать пулю из магазина.
Ложа винтовки симметричная с ортопедической рукояткой и гребнем приклада, рассчитанным на установку оптического прицела.

## Участие в соревнованиях и достижения
- Этапы Кубка Национальной Ассоциации Филд Таргет (НАФТ) России в 2010-14 гг.
- Победы и призовые места на этапах Кубка НАФТ РФ в 2011-14 гг. по охотничьему филдтаргету (HFT) в классе «без ограничений».

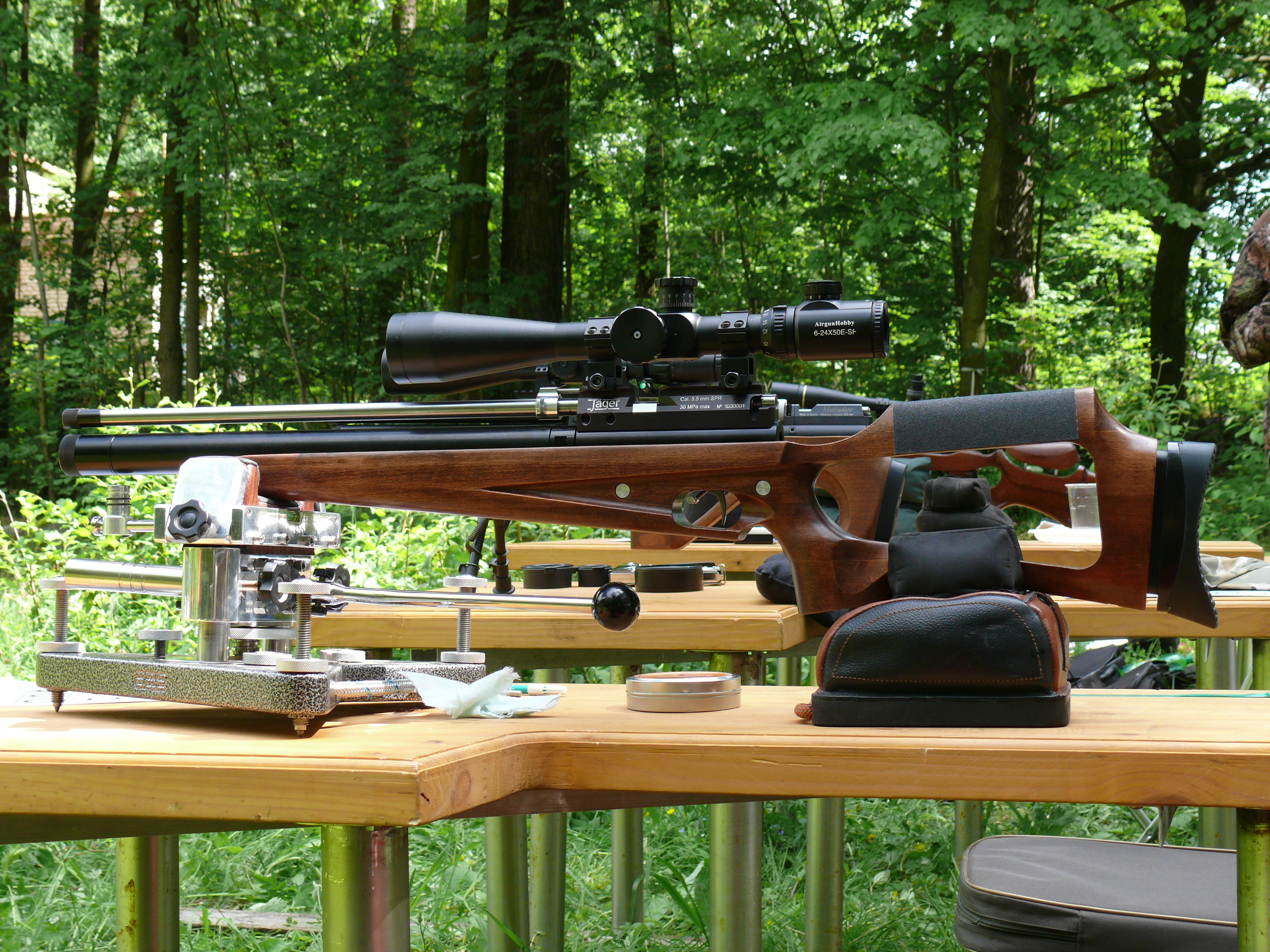
Винтовка Jäger в станке для стрельбы

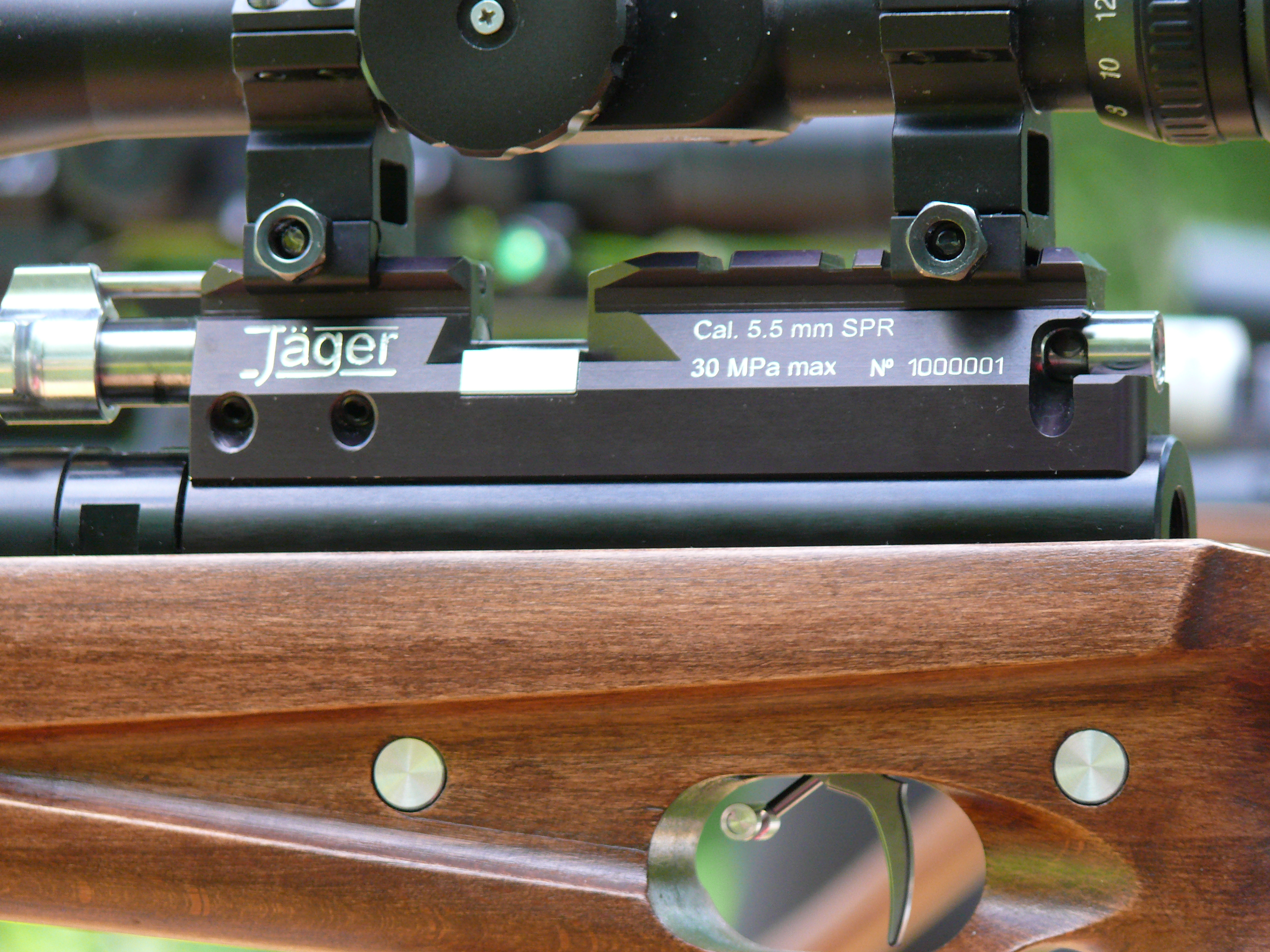
Ствольная коробка винтовки Jäger 5,5 SPR

- Победа в чемпионате НАФТ РФ в 2011 г. по охотничьему филдтаргету (HFT) в классе «без ограничений».
- Второе и четвёртое места в Кубке НАФТ 2011.
- Победы и призовые места на этапах кубка НАФТ РФ в 2010-14 гг. по «варминту».

## Характеристики
|                                                         | 5.5 SPR (XPR) | 5.5 SP (XP) | 4.5 MPR | 4.5 MPR FT | 6.35 SP (XP) | 6.35 SP (XP) | .30 SP | .30 XP |
| Калибр, мм                                              | 5,5           | 5,5         | 4,5     | 4,5        | 6,35         | 6,35         | 7,62   | 7,62   |
| Длина ствола, мм                                        | 450           | 450         | 431     | 431        | 450          | 550          | 450    | 550    |
| Длина винтовки с модератором, мм                        | 995           | 995         | 975     | 975        | 995          | 1122         | 995    | 1122   |
| Объём резервуара, см3                                   | 232           | 272         | 220     | 220        | 272          | 260          | 272    | 260    |
| Наличие дульного сужения в стволе (чок)                 | +             | +           | +       | +          | +            | -            | -      | -      |
| Вместимость магазина, пуль                              | 10            | 10          | 12      | —          | 8            | 8            | 7      | 7      |
| Максимальное допустимое давление воздуха, бар, не более | 300           | 220         | 300     | 300        | 220          | 220          | 220    | 220    |
| Давление настройки редуктора, бар                       | 135-140       | —           | 125-130 | 125-130    | —            | —            | —      | —      |
| Масса без прицела, кг                                   | 2,8           | 2,8         | 2,7     | 2,7        | 2,8          | 3,0          | 2,8    | 3,0    |
| Эффективная дистанция стрельбы, м, до                   | 130           | 130         | 70      | 70         | 130          | 130          | 130    | 130    |
| Дульная энергия, Дж, до                                 | 3,0           | 3,0         | 7,5     | 7,5        | 3,0          | 3,0          | —      | —      |
| Дульная энергия (лицензионный вариант), Дж, до          | 25            | 25          | —       | —          | 25           | 25           | 25     | 25     |
| Дульная энергия (экспортный вариант), Дж, до            | 50            | 50          | —       | —          | 110          | 150          | 150    | 240    |